# Марихнув
Марихнув (пол. Marychnów) — село в Польщі, у гміні Старожреби Плоцького повіту Мазовецького воєводства.
Населення — 94 особи (2011).
У 1975-1998 роках село належало до Плоцького воєводства.

## Демографія
Демографічна структура станом на 31 березня 2011 року:
|          | Загалом | Допрацездатний вік | Працездатний вік | Постпрацездатний вік |
| -------- | ------- | ------------------ | ---------------- | -------------------- |
| Чоловіки | 43      | 6                  | 34               | 3                    |
| Жінки    | 51      | 10                 | 29               | 12                   |
| Разом    | 94      | 16                 | 63               | 15                   |